# Speocirolana pubens
Speocirolana pubens är en kräftdjursart som beskrevs av Bowman 1982. Speocirolana pubens ingår i släktet Speocirolana och familjen Cirolanidae. Inga underarter finns listade i Catalogue of Life.